# NGC 7247
NGC 7247 est une galaxie spirale barrée située dans la constellation du Verseau. Sa vitesse par rapport au fond diffus cosmologique est de 2 160 ± 24 km/s, ce qui correspond à une distance de Hubble de 31,9 ± 2,3 Mpc (∼104 millions d'al). NGC 7247 a été découverte par l'astronome américain Francis Leavenworth en 1886.
La classe de luminosité de NGC 7247 est II et elle présente une large raie HI. 
À ce jour, 14 mesures non basées sur le décalage vers le rouge (redshift) donnent une distance de 33,579 ± 4,228 Mpc (∼110 millions d'al), ce qui est à l'intérieur des valeurs de la distance de Hubble.
Selon Soares et ses collègues, NGC 7247 et ESO 533-009 forment une paire de galaxies. La distance de Hubble d'ESO 533-009 est de 106,0 ± 9,6 Mpc (∼346 millions d'al)
. Il s'agit donc d'une lointaine galaxie et cette paire est purement optique.